# 安卡萬德拉
安卡萬德拉是馬達加斯加的城鎮，由梅納貝負責管轄，位於該國西部，海拔高度134米，從事漁業、農業、畜牧業和服務業的人口分別佔50%、25%、20%和5%，主要農產品有稻米、甘蔗和木薯，2001年人口約5,000。
18°46′20″S 45°17′35″E / 18.77222°S 45.29306°E